# Regina Mönch
Regina Mönch (* 1. Januar 1953 in Pirna) ist eine deutsche Journalistin.

## Leben

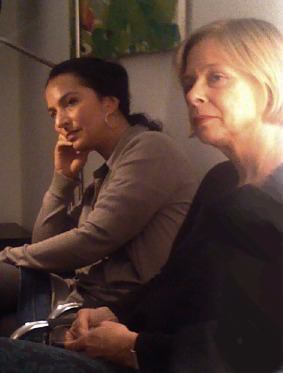
Regina Mönch (re.) während einer Lesung mit Güner Balcı (li.), Sept. 2010 in Berlin

Nach einem Studium der Journalistik in Leipzig sowie der Sozialtherapie an der Humboldt-Universität Berlin war sie zunächst von 1974 bis 1984 Reporterin bei der DDR-Frauenzeitschrift Für Dich. Darauf wurde sie Gerichtsreporterin der Jugendzeitschrift Neues Leben. Zwischen 1989 und 1991 war Mönch Reporterin und Redakteurin bei mehreren alternativen ostdeutschen Zeitungen. Später wurde Mönch Redakteurin bei Der Tagesspiegel, seit 1999 ist sie Feuilletonredakteurin der Frankfurter Allgemeinen Zeitung mit den Schwerpunkten Bildung, Berlin und Kulturpolitik.

## Auszeichnungen
- Preis der Kinder- und Familienstiftung 1997
- Emma-Journalistinnen-Preis 1998
- 3. Preis des Dietrich Oppenberg-Medienpreis 2013.